# Schmalspiegel-Nachtschwalbe
Die Schmalspiegel-Nachtschwalbe (Systellura decussata) auch Kleine Spiegelnachtschwalbe ist eine Vogelart aus der Familie der Nachtschwalben (Caprimulgidae).
Sie kommt im Westen Perus und im Norden Chiles (von Arica und Región de Tarapacá südlich bis Quillagua) vor.
Bis vor kurzem wurde sie als Unterart der Breitspiegel-Nachtschwalbe angesehen, so noch in Avibase. In den anderen hier aufgeführten Quellen wird sie aufgrund ihres deutlich unterschiedlichen Rufes, der geringeren Größe mit kürzeren Flügeln und blasserer grauer Färbung als eigenständige Art geführt.
Ihr Verbreitungsgebiet umfasst trockene Uferregionen und Hangausläufer, Waldränder und Lichtungen, offene Lebensräume mit einzelnen Büschen bis 1300 m, aber auch städtische Gebiete.

## Beschreibung
Die Schmalspiegel-Nachtschwalbe ist ein relativ kleiner Vertreter der Nachtschwalben und blass gefiedert. Sie ist 20–21 cm groß, das Männchen wiegt zwischen 28 und 35 g, das Weibchen etwa 32 g.
Sie ähnelt der Breitspiegel-Nachtschwalbe, ist jedoch grauer und mit deutlich weniger strukturiertem Gefiedermuster, die weißen Flügelstreifen sind schmaler, das Weiß der Spitzen der Schwanzfedern ist kürzer.
Sie kann mit der Texasnachtschwalbe verwechselt werden, hat aber ein Nackenband, einen die Flügelspitzen überragenden Schwanz und kein Weiß an der Kehle.

## Stimme
Der Ruf des Männchens wird als laute Serie klarer, leicht summender cueeo-Töne beschrieben.

## Lebensweise
Die Nahrung besteht aus (fliegenden) Insekten. Während des Tages ruht sie einzeln oder in Paaren auf dem Erdboden und jagt nachts.
Die Brutzeit liegt in Venezuela zwischen Februar und September und in Kolumbien zwischen März und November.

## Gefährdungssituation
Die Schmalspiegel-Nachtschwalbe gilt als „nicht gefährdet“ (least concern).